# Gloria Emanuelle Widjaja
Pour les articles homonymes, voir Widjaja.
Gloria Emanuelle Widjaja, née le 28 décembre 1993, est une joueuse de badminton indonésienne. Elle a remporté la médaille d'or aux championnats du monde junior de badminton 2011 en double mixte avec Alfian Eko Prasetya et la médaille de bronze au Championnat du monde de badminton par équipes mixtes 2019.